# Microderolus arabicus
Microderolus arabicus är en skalbaggsart som beskrevs av Jean François Villiers 1968. Microderolus arabicus ingår i släktet Microderolus och familjen långhorningar. Inga underarter finns listade i Catalogue of Life.